# Stenocorus caeruleipennis
Stenocorus caeruleipennis (лат.) — вид жесткокрылых семейства усачей подсемейства усачики.

## Распространение
Распространён в Сахалинской области и в Японии.

## Описание
Жук длиной достигает от 18 до 24 миллиметров. Надкрылья монотонные, темно-зелёного цвета с металлическим отливом. Брюшко полностью чёрное. Переднеспинка ярко-жёлтого цвета, бугры чёрные. Диск переднеспинки имеет два высоких крупных бугорка; бока переднеспинки в передней половине имеет чётко ограниченные зубцевидные бугорки.

## Формы
- Stenocorus coeruleipennis f. galloisi Ohbayashi, 1961 — распространён в Японии[1].